# 拟昆布属
拟昆布属（学名：Eckloniopsis）为巨藻科的一个属。

## 下级分类
本属包括以下物种：
- Eckloniopsis radicosa (Kjellman) Okamura